# 中央教化団体連合会
中央教化団体連合会（ちゅうおうきょうかだんたいれんごうかい）は、戦前の日本における全教化事業の全国的中央連合機関である。正式名を財團法人中央敎化團體聯合會という。1923年に内務省の肝煎りで設立された教化団体連合会を前身とし、1928年に中央教化団体連合会と称し、同年中に財団法人として文部省の認可を受けた。1945年に解消し、その役割は大日本教化報国会に引き継がれた。本項目では、前身の教化団体連合会、および後身の大日本教化報国会についても記述する。

## 概要
中央教化団体連合会は、全国道府県、朝鮮、台湾、樺太、関東州、南洋における教化事業連合団体または教化事業連絡機関をもって組織する。その目的は、教化事業の連絡提携・調査研究・奨励助成・振興施策・印刷物発行・振興施策などを行うことである。
事業としては、(1)教化機関の連絡・統制・指導、(2)教化指導者の育成、(3)教化強調、(4)都市教化振興、(5)教化町村の設定と指導、(6)教化資料作製、(7)加盟団体助成、(8)教化功労者の選奨、(9)教化事業の研究調査、などに関する施策を行う。
機関紙として月刊新聞『教化運動』を発行した。

## 沿革

### 教化団体連合会の設立
1923年（大正12年）11月10日、国民精神作興に関する詔書が渙発される。翌12月、社会局長官が内務省社会局に都下の教化団体代表者を集め、詔書の聖旨を普及徹底する方策について協議する。委員会で審議した結果、各教化団体が連合し、相互連絡提携を密にし、一致協力して聖旨に奉答すべき旨を決める。翌1924年1月、30数団体で教化団体連合会を組織する。初代会長に一木喜徳郎を推す。翌1925年、一木会長は宮内大臣に就任するため同会の会長を辞任する。後任会長は山川健次郎である。翌1926年、畏き辺り（皇室）から1万円を下賜される。

### 財団法人中央教化団体連合会への改組
その後、加盟団体は順次増加し、1927年3月現在で総数73団体に上る。地方の各府県においても、教化関係者や教化団体の間の相互の連絡提携を図るため、府県を単位とする教化連合団体を組織する動きがみられ、1928年3月現在で1道3府20余県で教化連合団体が設立されている。こうした各地方における教化事業の展開をみて、教化団体連合会は、全国的な教化網の完成を図るため、同1928年4月1日付けで従来の教化団体連合会規程を廃し、新たに中央教化団体連合会会則を定める。この新会則で組織を根本的に変更し、府県連合会のみ加盟を認めることとする。これにより、個々の教化団体は中央教化団体連合会に直接加盟せず、府県連合会に加盟することになる。
教化団体に関する事務は、従来、内務省と文部省の両省が所掌してきたが、1928年10月に文部省所管に統一される。翌11月、中央教化団体連合会は主務省（文部省）に財団法人設立を出願し、同年12月24日に認可される。翌1929年の7月、文部省に社会教育局が置かれ、教化団体に関する事務は総て同局が所管することになる。ただし、中央教化団体連合会はしばらく内務省社会局分室に所在し、遅くとも1937年7月まで同じ住所にある。

### 中央教化団体連合会の展開
文部省は1929年9月から教化総動員運動を始め、教化活動を更に推進する方策をとる。各道府県の教化連合団体は同年10月までに全部設立され、総て中央教化団体連合会に加盟する。さらに翌1930年、中央教化団体連合会は朝鮮・台湾・樺太・関東州・南洋における教化連合機関も構成団体に加えることに改め、即日、朝鮮社会事業協会の加盟を認める。台湾教化団体連合会は1934年に加盟を認められる。
この間、会報を1926年以来年4回発行していたが、一般大衆教化に供用する等のため、会報を廃止し、1930年8月から月刊新聞『教化運動』の発行を開始する。
1931年6月山川会長が死去し、同年8月理事の斎藤実が新たに会長に就任する。斎藤会長は1932年の五・一五事件の後に内閣を組織し、1934年に帝人事件で退陣するまで首相をつとめる。斎藤会長の首相在任中の1933年11月、社会教化奨励の思し召しをもって宮内省より中央教化団体連合会へ3万円、同会を通じて地方教化団体に6万円、合計9万円を下賜される。斎藤会長は1936年の二・二六事件で殺害され、同年9月に清浦奎吾が新たに会長に就任する。1937年、理事の中から理事長と常務理事を互選することになり、理事長に松井茂を互選する。

### 大日本教化報国会への移行
1943年12月10日、日本政府は「戦時国民思想確立に関する基本方策要綱」および同「文教措置要綱」を閣議決定する。教化団体・文化団体においてもこれに基づいて、国体護持精神の透徹、および国民風尚の明朗化を強力に推進する必要があることから、その協力体制として大日本教化報国会を1945年1月25日に結成する。大日本教化報国会は、文部大臣を会長とし、政府と表裏一体の関係にある団体である。中央教化団体連合会を発展的に解消してこれを母体とし、社会教育上重要とされた28団体を会員とする。その目的は、この28団体の歴史的伝統と特性を生かしつつ社会教育の統一的推進を図ることとされる。しかしこの時すでに太平洋戦争は最終局面であり、28団体の統一的活動は紙上の計画にとどまり、実現せずに終わる。

## 事務所の所在地
事務所については、教化団体連合会として発足した1924年当初は東京市麹町区元衛町の内務省社会局内に置き、1928年頃までそこに所在した。1929年頃から住所を麹町区大手町1丁目7番地2と表記し、その住所に内務省社会局分室内と附記する。1937年7月の発行物の奥付では、内務省社会局分室内という附記が消えているが、住所は従来とほぼ変わらず麹町区大手町1丁目7番地とされている。その３か月後の同年10月までには渋谷区穏田1丁目121に移転している。翌年8月時点の寄附行為（=約款）第5条にも「本会は事務所を東京市渋谷区穏田1丁目121番地に置く」とある。